# To anyone (албум)
To anyone е първият албум на групата 2NE1 издаден на 9 септември, 2010. Групата работи заедно по издаването на албума с президента на YG Entertainment Янг Хьон-сок, продуцента участващ във всичките им издадени албуми Теди Пак и бившето дуо Стони Стънк. Въпреки различинте мнения за качеството на песните, албума заема първо място в класацията „Гаон“ и продава 150 000 копия. Най-продаваният сингъл става „Go away“ като продава
4 милиона копия, а „It Hurts“, „Can't nobody“ и „Follow Me“ също са продадени над два милиона пъти.
Момичетата от 2NE1 реализират няколко соло песни с цел рекламация като Пак Сандара първа реализира сингъла „Kiss“ година преди издаването на албума и заедно с актьора И Мин-хо рекламират бирата „Кас“.Пак Бум реализира You and I като за нея това е първият самостоятелен сингъл, а Минзи и Си Ел реализират Please Don't Go, но за разлика от песните на Дара и Бум Please Don't Go не е придружаван от клип.

## Издаване и реализиране на видеоклиповете
Албума е издаден на 9 септември, 2010 и президента на YG Entertainment обявява, че по издаването на албума работят Теди Пак и Стони Стънк. Към края на септември са продадени около 100 000 копия.. Малко след излизането му в Южна Корея групата съобщава, че албума ще бъде издаден и в Япония, но малко по-късно отлагат издаването му като през 2011 година групата дебютира в Япония с миниалбума „Nolza“. „To anyone“ е издаден също в Тайланд и Филипините.
Първият клип е към соло песента на Пак Сандара „Kiss“, която заедно с И Мин-хо рекламира полулярна бира. През следващите няколко месеца са издадени и песните „You and I“ и „Please Don't Go“ като първата е соло песен на Пак Бум и е реализиран на 28 октомври 2009 г., а Please Don't Go“ е дует между Си Ел и Минзи. В начало на следващата година групата пуска клип към „Follow Me“ и в следващите месеци групата реализира клиповете на песните „Can't Nobody“, „It Hurts“, „Follow Me“, „Go Away“ и „Clap Your Hands“.

## Успех на албума
Още преди издаванието на „To anyone“ групата печели доста добри отзиви от феновете с дебютния си миниалбум 2NE1 (2009), който съдържа дебютния им сингъл Fire и последвания хит I don't care. След издаването на първия им студиен албум, групата потвърждава мястото си в кей поп индустрията като песните Can't Nobody, It Hurts, Follow Me са продадени дигитално милиони пъти, а Go Away става най-продаваната им песен в Япония.

## Списък с песните
1. „Can't Nobody“ – 3:28
2. „Go Away“ – 3:39
3. „Clap Your Hands“ (박수쳐, „Clap Your Hands“) – 3:42
4. „I'm Busy“ (난 바빠, „I'm Busy“) – 3:38
5. „It Hurts (Slow)“ (아파, „It Hurts (Slow)“) – 4:16
6. „Love Is Ouch“ (사랑은 아야야, „Love Is Ouch“) – 3:53
7. „You and I“ (песен на Пак Бум) – 3:54
8. „Please Don't Go“ (песен на Минзи и Си Ел) – 3:18
9. „Kiss“ (песен на Пак Сандара с участието на Си Ел) – 3:33
10. „Try to Follow me“ (날 따라 해봐요, „Follow me“) – 3:09
11. „I Don't Care“ (реге-ремикс) – 3:52
12. „Can't Nobody“ (английска версия) – 3:28

## Класиране

### Южна Корея

#### Гаон
| класация                           | позиция |
| ---------------------------------- | ------- |
| South Korea Album Chart (седмична) | 1       |
| South Korea Album Chart (месечна)  | 1       |
| South Korea Album Chart (годишна)  | 7       |

### Япония

#### Орикон
| класация           | позиция |
| ------------------ | ------- |
| Weekly Album Chart | 27      |

### САЩ

#### Билборд
| класация     | позиция |
| ------------ | ------- |
| World Albums | 7       |

## Продажби
| Заглавие     | Брой продадени копия (дигитално) |
| ------------ | -------------------------------- |
| Go away      | 4 милиона копия                  |
| Can't nobody | 3.5 милиона копия                |
| Follow me    | 2.4 милиона копия                |
| It hurts     | 2.3 милиона копия                |